# Sony Ericsson P1
Sony Ericsson P1 — смартфон компании «Sony Ericsson», является преемником P990 и последним представителем P-серии. В нём реализовано большое количество аппаратных функций от P990, а выполнен он в форм-факторе M600. Смартфон был анонсирован 8 мая 2007.
Устройство разработано на платформе UIQ 3.0, которая базируется на Symbian OS 9.1. P1 немного толще по сравнению с M600 в результате добавления новых аппаратных возможностей. При этом он значительно тоньше, чем P990 (на 25 % меньше, как сообщается в официальном пресс-релизе).
Доступ к сервисному меню в P1i обеспечивается нажатием комбинации клавиш, начиная с режима ожидания: Jog Up, Star, Jog Down, Jog Down, Star, Jog Down, Star. В этом меню предоставляется различная информация о телефоне, включая информацию о блокировке SIM, кроме того предоставляется доступ к различным диагностическим тестам компонентов устройства.

## Ключевые нововведения
В результате увеличения объёма RAM, работа P1 в многозадачном режиме стала более стабильной по сравнению с первыми UIQ 3 смартфонами Sony Ericsson (P990, M600 и W950). Скорость загрузки, опять же в сравнении с P990, также была увеличена.
P1 выполнен в форм-факторе M600 и имеет размер экрана 2.6 дюйма, что на 0.2 дюйма меньше, чем у его предшественника. Однако, его LCD экран имеет другое внутреннее зеркальное покрытие, повышающее качество изображение на экране P1 на ярком солнечном свете. С этой проблемой сталкивалось большинство владельцев P990i и M600i.
В устройстве установлено 128 Мб RAM — вдвое больше, чем у предшественника. P1 также имеет 160МБ встроенной памяти, которая может быть расширена до 32Гб при использовании слота Memory Stick Micro.

## Основные возможности
- 3.2МП камера с автофокусом, видео — QVGA 320x240 15к/с, LED flash, 3x цифровой зум, сканирование визитных карт
- Экран 2.6 дюйма с разрешением 240х320 точек
- QWERTY клавиатура с 2 символами на каждой клавише (клавиши-качели — нажимаются в две стороны)
- Видео телефония (используются передняя и задняя камеры)
- 256МБ флеш памяти, 160МБ доступно пользователю
- 128МБ RAM (79МБ свободно после запуска)
- Symbian OS v9.1 UIQ 3.0
- Карта 512 MБ Memory Stick Micro (M2) в комплекте поставки
- Клиент OptiMobile VoIP (не включен)
- FM радио с поддержкой RDS, Сервис Gracenote TrackID
- Браузер Opera Mobile 8.65, Quickoffice для просмотра и редактирования файлов Microsoft Office, Pdf+
- Предустановленные игры Vijay Singh Pro Golf 3D, QuadraPop
- Улучшенный экран ожидания — может содержать до 15 ярлыков приложения вместо 5 (на P990,M600 и W950)
- В некоторых странах (в том числе в России) в стандартную комплектацию включен GPS-модуль с лицензионным программным обеспечением WayFinder

## Сети
- UMTS / GSM 900 / GSM 1800 / GSM 1900
- 3G, 384 кбит/с
- Wi-Fi 802.11b 11Мбит/с

## Похожие модели
- Sony Ericsson M600
- Sony Ericsson P990i

### Обзоры
- Mobile Review — Обзор Sony Ericsson P1
- Обзор Sony Ericsson P1i на сайте Smape.com
- Видео обзоры смартфона Sony Ericsson P1